# Epithisanotia sanctijohannis
Epithisanotia sanctijohannis är en fjärilsart som beskrevs av Stephens 1850. Epithisanotia sanctijohannis ingår i släktet Epithisanotia och familjen nattflyn. Inga underarter finns listade i Catalogue of Life.